# 치비타단티노
치비타단티노(이탈리아어: Civita d'Antino)는 이탈리아 아브루초주 라퀼라도에 있는 코무네이다.